# Natation aux Jeux du Commonwealth de 1994
Navigation
Édition 1990 Édition 1998
Les Jeux du Commonwealth de 1994, la 15e édition, se sont déroulés du 18 au 28 août 1994 à Victoria, au Canada, pays hôte de ces Jeux pour la 4e fois, après Hamilton en 1930, Vancouver en 1954 et Edmonton en 1978.
Trente-deux épreuves de natation y sont organisées, au Commonwealth Pool, construit à cette occasion, à parité entre les femmes et les hommes.  
L'Australie se classe au premier rang du tableau des médailles; elle en remporte un peu plus de la moitié, dont vingt-quatre en or sur les trente-deux en jeu et devançant très nettement l'Angleterre et le Canada, avec, respectivement, six et un titres conquis et un total de dix-sept et dix-neuf médailles.
La Nouvelle-Zélande, avec sept médailles (une d'or, cinq d'argent et une de bronze), l'Afrique du sud, avec deux médailles de bronze et l'Écosse, avec une médaille de bronze, complètent le tableau des pays médaillés. 

## Les nations présentes
16 nations, sont représentées pour les épreuves de natation de ces Jeux. La fin de la politique d'apartheid en Afrique du sud, au début des années 1990, permet à ce pays de faire son retour aux Jeux du Commonwealth.
- Afrique du Sud
- Angleterre
- Australie
- Bermudes
- Canada
- Chypre
- Écosse
- Hong Kong
- Irlande
- Irlande du Nord
- Jamaïque
- Namibie
- Nouvelle-Zélande
- Pays de Galles
- Singapour
- Trinité-et-Tobago

## Tableau des médailles
| Rang | Nation           | Or | Argent | Bronze | Total |
| ---- | ---------------- | -- | ------ | ------ | ----- |
| 1    | Australie        | 24 | 16     | 10     | 50    |
| 2    | Angleterre       | 6  | 3      | 8      | 17    |
| 3    | Canada           | 1  | 8      | 10     | 19    |
| 4    | Nouvelle-Zélande | 1  | 5      | 1      | 7     |
| 5    | Afrique du Sud   | 0  | 0      | 2      | 2     |
| 6    | Écosse           | 0  | 0      | 1      | 1     |
|      | Total            | 32 | 32     | 32     | 96    |

## Podiums

### Hommes
| Épreuves           | Or                                                                | Or             | Argent                                                               | Argent         | Bronze                                                                   | Bronze         |
| ------------------ | ----------------------------------------------------------------- | -------------- | -------------------------------------------------------------------- | -------------- | ------------------------------------------------------------------------ | -------------- |
| Nage libre         |                                                                   |                |                                                                      |                |                                                                          |                |
| 50 m               | Mark Foster                                                       | 23 s 12        | Darren Lange                                                         | 23 s 13        | Peter Williams                                                           | 23 s 16        |
| 100 m              | Stephen Clarke                                                    | 50 s 21        | Chris Fydler                                                         | 50 s 51        | Andrew Baildon                                                           | 50 s 71        |
| 200 m              | Kieren Perkins                                                    | 1 min 49 s 31  | Trent Bray                                                           | 1 min 49 s 47  | Danyon Loader                                                            | 1 min 49 s 53  |
| 400 m              | Kieren Perkins                                                    | 3 min 45 s 77  | Danyon Loader                                                        | 3 min 49 s 65  | Daniel Kowalski                                                          | 3 min 50 s 41  |
| 1 500 m            | Kieren Perkins                                                    | 14 min 41 s 66 | Daniel Kowalski                                                      | 14 min 53 s 61 | Glen Housman                                                             | 15 min 02 s 59 |
| Dos                |                                                                   |                |                                                                      |                |                                                                          |                |
| 100 m              | Martin Harris                                                     | 55 s 77        | Steven Dewick                                                        | 56 s 09        | Adam Ruckwood                                                            | 56 s 52        |
| 200 m              | Adam Ruckwood                                                     | 2 min 00 s 79  | Kevin Draxinger                                                      | 2 min 02 s 19  | Scott Miller                                                             | 2 min 02 s 43  |
| Brasse             |                                                                   |                |                                                                      |                |                                                                          |                |
| 100 m              | Philip Rogers                                                     | 1 min 02 s 62  | Nick Gillingham                                                      | 1 min 02 s 65  | Jon Cleveland                                                            | 1 min 03 s 20  |
| 200 m              | Nick Gillingham                                                   | 2 min 12 s 54  | Philip Rogers                                                        | 2 min 13 s 56  | Jon Cleveland                                                            | 2 min 14 s 91  |
| Papillon           |                                                                   |                |                                                                      |                |                                                                          |                |
| 100 m              | Scott Miller                                                      | 54 s 39        | Stephen Clarke                                                       | 54 s 45        | Adam Pine                                                                | 54 s 76        |
| 200 m              | Danyon Loader                                                     | 1 min 59 s 54  | Scott Miller                                                         | 1 min 59 s 70  | James Hickman                                                            | 2 min 00 s 87  |
| 4 nages            |                                                                   |                |                                                                      |                |                                                                          |                |
| 200 m              | Matthew Dunn                                                      | 2 min 02 s 28  | Curtis Myden                                                         | 2 min 03 s 47  | Fraser Walker                                                            | 2 min 04 s 28  |
| 400 m              | Matthew Dunn                                                      | 4 min 17 s 01  | Curtis Myden                                                         | 4 min 17 s 73  | Philip Bryant                                                            | 4 min 21 s 34  |
| Relais             |                                                                   |                |                                                                      |                |                                                                          |                |
| 4x100 m nage libre | Australie Andrew Baildon Chris Fydler Darren Lange Dwade Sheehan  | 3 min 20 s 89  | Nouvelle-Zélande Danyon Loader John Steel Nicholas Tongue Trent Bray | 3 min 21 s 79  | Angleterre Andrew Clayton Mark Foster Michael Fibbens Nicholas Shackell  | 3 min 22 s 61  |
| 4x200 m nage libre | Australie Glen Housman Kieren Perkins Martin Roberts Matthew Dunn | 7 min 20 s 80  | Nouvelle-Zélande Danyon Loader Guy Callaghan John Steel Trent Bray   | 7 min 21 s 67  | Angleterre Andrew Clayton James Salter Nicholas Shackell Steven Mellor   | 7 min 26 s 19  |
| 4x100 m 4 nages    | Australie Chris Fydler Philip Rogers Scott Miller Steven Dewick   | 3 min 40 s 41  | Canada Chris Renaud Jon Cleveland Robert Braknis Stephen Clarke      | 3 min 43 s 25  | Angleterre James Hickman Martin Harris Nick Gillingham Nicholas Shackell | 3 min 43 s 72  |

### Femmes
| Épreuves           | Or                                                                       | Or            | Argent                                                                       | Argent        | Bronze                                                                    | Bronze        |
| ------------------ | ------------------------------------------------------------------------ | ------------- | ---------------------------------------------------------------------------- | ------------- | ------------------------------------------------------------------------- | ------------- |
| Nage libre         |                                                                          |               |                                                                              |               |                                                                           |               |
| 50 m               | Karen van Wirdum                                                         | 25 s 90       | Andrea Nugent                                                                | 25 s 90       | Shannon Shakespeare                                                       | 26 s 27       |
| 100 m              | Karen Pickering                                                          | 56 s 20       | Karen van Wirdum                                                             | 56 s 42       | Marianne Limpert                                                          | 56 s 54       |
| 200 m              | Susie O'Neill                                                            | 2 min 00 s 86 | Nicole Stevenson                                                             | 2 min 01 s 34 | Karen Pickering                                                           | 2 min 01 s 50 |
| 400 m              | Hayley Lewis                                                             | 4 min 12 s 56 | Stacey Gartrell                                                              | 4 min 13 s 06 | Sarah Hardcastle                                                          | 4 min 13 s 29 |
| 800 m              | Stacey Gartrell                                                          | 8 min 30 s 18 | Hayley Lewis                                                                 | 8 min 30 s 72 | Nikki Dryden                                                              | 8 min 37 s 70 |
| Dos                |                                                                          |               |                                                                              |               |                                                                           |               |
| 100 m              | Nicole Livingstone                                                       | 1 min 02 s 68 | Ellie Overton                                                                | 1 min 02 s 90 | Katherine Osher                                                           | 1 min 03 s 27 |
| 200 m              | Nicole Livingstone                                                       | 2 min 12 s 73 | Anna Simcic                                                                  | 2 min 13 s 94 | Ellie Overton                                                             | 2 min 14 s 96 |
| Brasse             |                                                                          |               |                                                                              |               |                                                                           |               |
| 100 m              | Samantha Riley                                                           | 1 min 08 s 02 | Rebecca Brown                                                                | 1 min 09 s 40 | Penelope Heyns                                                            | 1 min 09 s 86 |
| 200 m              | Samantha Riley                                                           | 2 min 25 s 53 | Rebecca Brown                                                                | 2 min 30 s 24 | Lisa Flood                                                                | 2 min 31 s 85 |
| Papillon           |                                                                          |               |                                                                              |               |                                                                           |               |
| 100 m              | Petria Thomas                                                            | 1 min 00 s 21 | Susie O'Neill                                                                | 1 min 00 s 24 | Ellie Overton                                                             | 1 min 01 s 88 |
| 200 m              | Susie O'Neill                                                            | 2 min 09 s 96 | Hayley Lewis                                                                 | 2 min 12 s 21 | Julie Majer                                                               | 2 min 12 s 43 |
| 4 nages            |                                                                          |               |                                                                              |               |                                                                           |               |
| 200 m              | Ellie Overton                                                            | 2 min 15 s 59 | Marianne Limpert                                                             | 2 min 15 s 97 | Nancy Sweetnam                                                            | 2 min 16 s 67 |
| 400 m              | Ellie Overton                                                            | 4 min 44 s 01 | Nancy Sweetnam                                                               | 4 min 46 s 20 | Hayley Lewis                                                              | 4 min 46 s 62 |
| Relais             |                                                                          |               |                                                                              |               |                                                                           |               |
| 4x100 m nage libre | Angleterre Alexandra Bennett Claire Huddart Karen Pickering Sue Rolph    | 3 min 46 s 23 | Australie Ellie Overton Karen van Wirdum Sarah Ryan Susie O'Neill            | 3 min 46 s 73 | Canada Glencara Maughan Jessica Amey Marianne Limpert Shannon Shakespeare | 3 min 47 s 25 |
| 4x200 m nage libre | Australie Anna Windsor Hayley Lewis Nicole Stevenson Susie O'Neill       | 8 min 08 s 06 | Angleterre Alexandre Bennett Claire Huddart Karen Pickering Sarah Hardcastle | 8 min 09 s 62 | Canada Donna Wu Joanne Malar Marianne Limpert Stephanie Richardson        | 8 min 14 s 97 |
| 4x100 m 4 nages    | Australie Karen van Wirdum Nicole Stevenson Petria Thomas Samantha Riley | 4 min 07 s 89 | Angleterre Alexandra Bennett Karen Pickering Katherine Osher Marie Hardiman  | 4 min 12 s 83 | Canada Beth Hazel Jessica Amey Lisa Flood Marianne Limpert                | 4 min 14 s 04 |

### Handisport
| Épreuves                   | Or              | Or            | Argent          | Argent        | Bronze         | Bronze        |
| -------------------------- | --------------- | ------------- | --------------- | ------------- | -------------- | ------------- |
| 100 m nage libre S9 hommes | Andrew Hayley   | 1 min 03 s 07 | Brendan Burkett | 1 min 03 s 75 | Sean Tretheway | 1 min 05 s 30 |
| 100 m nage libre S9 femmes | Melissa Carlton | 1 min 09 s 61 | Claire Bishop   | 1 min 11 s 00 | Kelly Barnes   | 1 min 11 s 03 |